# GABRA5
GABRA5 (англ. Gamma-aminobutyric acid type A receptor alpha5 subunit) – білок, який кодується однойменним геном, розташованим у людей на короткому плечі 15-ї хромосоми. Довжина поліпептидного ланцюга білка становить 462 амінокислот, а молекулярна маса — 52 146.
| 10         |  | 20         |  | 30         |  | 40         |  | 50         |
| ---------- |  | ---------- |  | ---------- |  | ---------- |  | ---------- |
| MDNGMFSGFI |  | MIKNLLLFCI |  | SMNLSSHFGF |  | SQMPTSSVKD |  | ETNDNITIFT |
| RILDGLLDGY |  | DNRLRPGLGE |  | RITQVRTDIY |  | VTSFGPVSDT |  | EMEYTIDVFF |
| RQSWKDERLR |  | FKGPMQRLPL |  | NNLLASKIWT |  | PDTFFHNGKK |  | SIAHNMTTPN |
| KLLRLEDDGT |  | LLYTMRLTIS |  | AECPMQLEDF |  | PMDAHACPLK |  | FGSYAYPNSE |
| VVYVWTNGST |  | KSVVVAEDGS |  | RLNQYHLMGQ |  | TVGTENISTS |  | TGEYTIMTAH |
| FHLKRKIGYF |  | VIQTYLPCIM |  | TVILSQVSFW |  | LNRESVPART |  | VFGVTTVLTM |
| TTLSISARNS |  | LPKVAYATAM |  | DWFIAVCYAF |  | VFSALIEFAT |  | VNYFTKRGWA |
| WDGKKALEAA |  | KIKKKREVIL |  | NKSTNAFTTG |  | KMSHPPNIPK |  | EQTPAGTSNT |
| TSVSVKPSEE |  | KTSESKKTYN |  | SISKIDKMSR |  | IVFPVLFGTF |  | NLVYWATYLN |
| REPVIKGAAS |  | PK         |  |            |  |            |  |            |

A: Аланін

C: Цистеїн

D: Аспарагінова кислота

E: Глутамінова кислота

F: Фенілаланін

G: Гліцин

H: Гістидин

I: Ізолейцин

K: Лізин

L: Лейцин

M: Метіонін

N: Аспарагін

P: Пролін

Q: Глутамін

R: Аргінін

S: Серин

T: Треонін

V: Валін

W: Триптофан

Кодований геном білок за функціями належить до рецепторів, іонних каналів, хлорних каналів. 
Задіяний у таких біологічних процесах, як транспорт іонів, транспорт. 
Білок має сайт для зв'язування з хлоридом. 
Локалізований у клітинній мембрані, мембрані, клітинних контактах, синапсах.